# Vilém Hrubý
Vilém Hrubý (Říkovice, 1912. november 18. – Brno, 1985. szeptember 23.) elsősorban szláv régészettel foglalkozó cseh régészprofesszor.

## Élete
Gyermekkora nagy részét Uherské Hradiště-n töltötte. 1932-ben érettségizett, majd 1933-1948 között Morvaországban mint tanár dolgozott. Ekkor dolgozta fel a uherské hradiště-i Slovácké Muzeum régészeti gyűjteményét, ahol külön részleget állított fel, ill. a régészeti intézettel közösen ásatásokat végzett a környéken. Lelőhelykatasztert állított össze és a helyi honismereti újságokban közölte eredményeit.
1948-ban a brünni Morva Múzeum szakdolgozója lett és rábízták a staré město-i és uherské hradiště-i ásatások vezetését. 1952-1978 között a múzeum prehisztorikus részlegének vezetője. 1952-től előbb mint külső oktató adott elő a brünni egyetemen, ahol 1960-ban docenssé nevezték ki, majd történettudományi kandidátusi címet szerzett. 1966-ban doktor, 1969-ben professzor lett, azonban ezt az akkori események miatt hivatalosan nem adták át. Ugyanezen évben a Comenius Egyetemen is előadott. 1978-tól haláláig a Morva Múzeumban a szláv régészeti munkahely vezetője volt. Staré Městoban nyugszik.
A kezdetekkor a bronzkorszakkal foglalkozott, disszertációját a középső bronzkori čeloznicei halomsíros temetőből írta. Később már a nagymorva időszak régészetével foglalkozott, elsősorban Veligrad várával, amely Staré Město, ill. Uherské Hradiště területén volt. Itt fedezte fel az első nagymorva kori falazott épületet ("Na Valách" lelőhely templomát), ill. a legnagyobb kiterjedésű szláv temetőt. Ezen kívül Modrában, Hlukban, Osvětimanyban, Zlechovban és másutt ásatott. Jelentős a muzeológiai munkássága is, számos kiállítás szervezője, melyek főként Morvaországgal és a szlávok történetével foglalkoztak.

## Művei
- 1950 Mohylová kultura na Moravě. Disszertációs munka, Brno
- 1955 Staré Město - Velkomoravské pohřebiště Na Valách
- 1965 Staré Město - Velkomoravský Velehrad. Praha